# Parcul Kiseleff

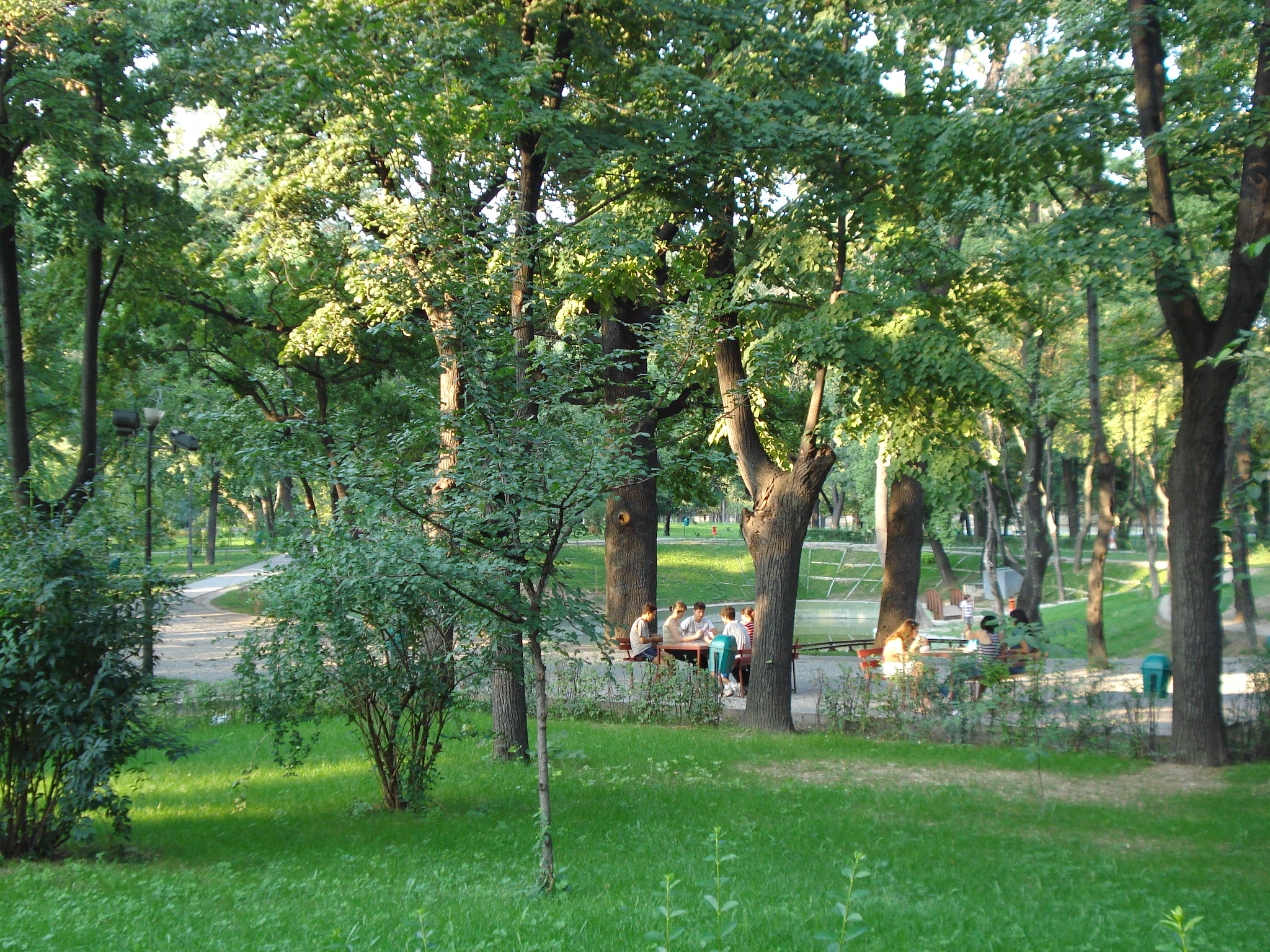
Parcul Kiseleff

Parcul Kiseleff este un parc din București, amplasat de-o parte și de alta a Șoselei Kiseleff în triunghiul descris de bulevardul Ion Mihalache, bulevardul Aviatorilor și strada Ion Mincu. 
Parcul a fost amenajat după anul 1832, anul în care a fost construită șoseaua Kiseleff, din pădurea aflată în această parte a Bucureștiului. Desăvârșirea parcului este legată de numele lui Gheorghe Bibescu și de fratele acestuia, urmașul la tron, Barbu Știrbey. Arhitectul peisagist după planurile căruia a fost amenajat parcul este Wilhelm Mayer, peisagistul care a contribuit și la amenajarea Parcului Cișmigiu. În prezent parcul are o suprafață de 31.690 m².
În interiorul parcului sunt presărate mai multe statui reprezentând busturile unor oameni de cultură: Nicolae Leonard, Ovidiu, Barbu Ștefănescu Delavrancea. Pe soclul pe care trona statuia Regelui Ferdinand a fost amplasat în 2001 statuia poetului și astronomului iranian Hakim Omar Khayyam. Statuia a fost amplasată cu sprijinul ambasadei Iranului în urma vizitei unei oficialități din această țară. În interiorul parcului este amplasat și un complex de statui format din 4 piese, operă a sculptorului George Apostu.
Începând cu 27 aprilie 2000 parcul a fost înfrumusețat cu un nou monument, Monumentul Infanteriei române. Monumentul construit în bronz, în turnătoria proprie, de sculptorul Ioan Bolborea se află amplasat pe locul în care în perioada interbelică a existat un monument al infanteristului, dărâmat la ordinul lui Ion Antonescu la presiunile lui Hitler.
Parcul este înscris în Lista monumentelor istorice din București, sector 1 cu cod LMI B-II-a-B-18982.

## Statui amplasate în parc

Ovidiu
Nicolae Leonard
Barbu Ştefănescu Delavrancea
Hakim Omar Khayyam
Zona George Apostu
Monumentul Infanteriei române